# Федерація національних асоціацій суднових брокерів і агентів
Федерації національних асоціацій суднових брокерів і агентів, ФОНАСБА (англ. Federation of National Associations of Shipbrokers and Agents, FONASBA) — федерація, яка представляє інтереси суднових брокерів і агентів на глобальному рівні.

## Історія створення
ФОНАСБА була створена в 1969 році національними асоціаціями 11 європейських країн.

## Функції
Функції ФОНАСБА
- сприяти справедливій та збалансованій практиці, гарантуючи, що потреби членів Організації враховуються на індивідуальному, національному, регіональному і міжнародному рівні у всій морської галузі;
- уважно стежити за всіма подіями, що представляють інтерес для професійних суднових брокерів і суднових агентів, вживати відповідні заходи для забезпечення захисту їх інтересів;
- консультувати і виступати на захист з повноваженнями у відповідних справах, що стосуються брокерів і агентів;
- надавати підтримку своїм членам, боротися за поліпшення і спрощення стандартів, документації, що використовуються при перевезенні вантажів морем;
- організовувати конференції, семінари, курси, круглі столи, які спрямовані на обмін знаннями та досвідом між членами Федерації.

## Діяльність
- Стандарт якості FONASBA для суднових агентів і брокерів

Федерація працює, щоб підтримати суднових агентів і брокерів у їх професійній діяльності. Ініціатива щодо присвоєння Стандарту якості FONASBA, започаткована у 2007 р., і призначена для надання допомоги судновласникам і операторам, виявляючи тих агентів і брокерів, які добре фінансуються і демонструють прихильність зобов'язанням за якістю. Стандарт вже присуджено більш ніж 250 компаніям.
Робота з агентом або брокером, що відповідає стандарту якості FONASBA дає клієнтам упевненість, що вони мають справу з добре функціонуючим і авторитетним бізнесом.
- Процедура обстеження порту

Відсутність розуміння з боку влади, користувачів порту і судновласників про складність обов'язків суднового агента підштовхнуло Федерацію національних асоціацій суднових брокерів і агентів розробити свої Процедури обстеження порту (Port Procedures Survey) — амбітний проєкт, який спрямований на кодифікацію незліченних функцій і частих значних змін в них, виконуваних судновими агентами в портах по всьому світу. На додаток, підкреслюючи складність ролі агента, процедура обстеження ставить собі за мету чітко продемонструвати власнику судна або оператору обсяг і значення функцій з агентування. ФОНАСБА проводить процедури обстеження порту для кількісного визначення кола заходів, що проводяться членами Організації.
- Освіта та навчання

FONASBA та її члени сприяють професійній підготовці та розширенню освітніх курсів в рамках глобального сектора суднового брокерства і агентування. Це зобов'язання закріплено в Кодексі FONASBA.
Працюючи в складному і регульованому секторі морської галузі, суднові брокери і суднові агенти повинні проходити навчання, що відповідає стандартам профільної освіти. Агенти гарантують, що в процесі надання послуг високого рівня з обслуговування своїх клієнтів, вони здатні дотримуватися складних і докладних інструкцій, розуміти і діяти за умовами правових конвенцій, маючи повну обізнаність про правила і положення, що застосовуються до навколишнього середовища порту.
Федерація національних асоціацій суднових брокерів і агентів за підтримки Інституту сертифікованих суднових брокерів, розробила електронний список, який містить детальну інформацію про найрізноманітніші і важливі галузеві стандарти, книги, підручники, виданні членами Федерації.
FONASBA не пропонує освітніх і навчальних курсів, але об'єднує інформацію про тематичні курси з професійної підготовки, яку можна знайти на офіційному сайті Організації.
- Премія FONASBA «Молодий судновий агент або судновий брокер» присуджується з 2015 р. за підтримки Балтійської і міжнародної морської ради і Міжнародного клубу транспортних посередників (ITIC). Претендентами для отримання нагороди можуть бути співробітники компаній (у віці 40 років і молодше), які відповідають установленим критеріям і є членами національних асоціацій FONASBA.

## Члени
Членами ФОНАСБА є представники 53 країн в особі 43 національних асоціацій суднових брокерів і агентів, а також 10 країн, представлених асоційованими членами або кандидатами у члени FONASBA. Окремі компанії також мають право приєднатися до Організації.
22 січня 2016 р. Клуб морських брокерів України (Морський бізнес-клуб) отримав статус асоційованого члена в Федерації національних асоціацій суднових брокерів і агентів.